# 8 aprilie
ianuarie • februarie • martie  • aprilie  • mai  • iunie  • iulie  • august  • septembrie  • octombrie  • noiembrie  • decembrie
8 aprilie este a 98-a zi a calendarului gregorian și ziua a 99-a în anii bisecți. Mai sunt 267 de zile până la sfârșitul anului.

## Evenimente

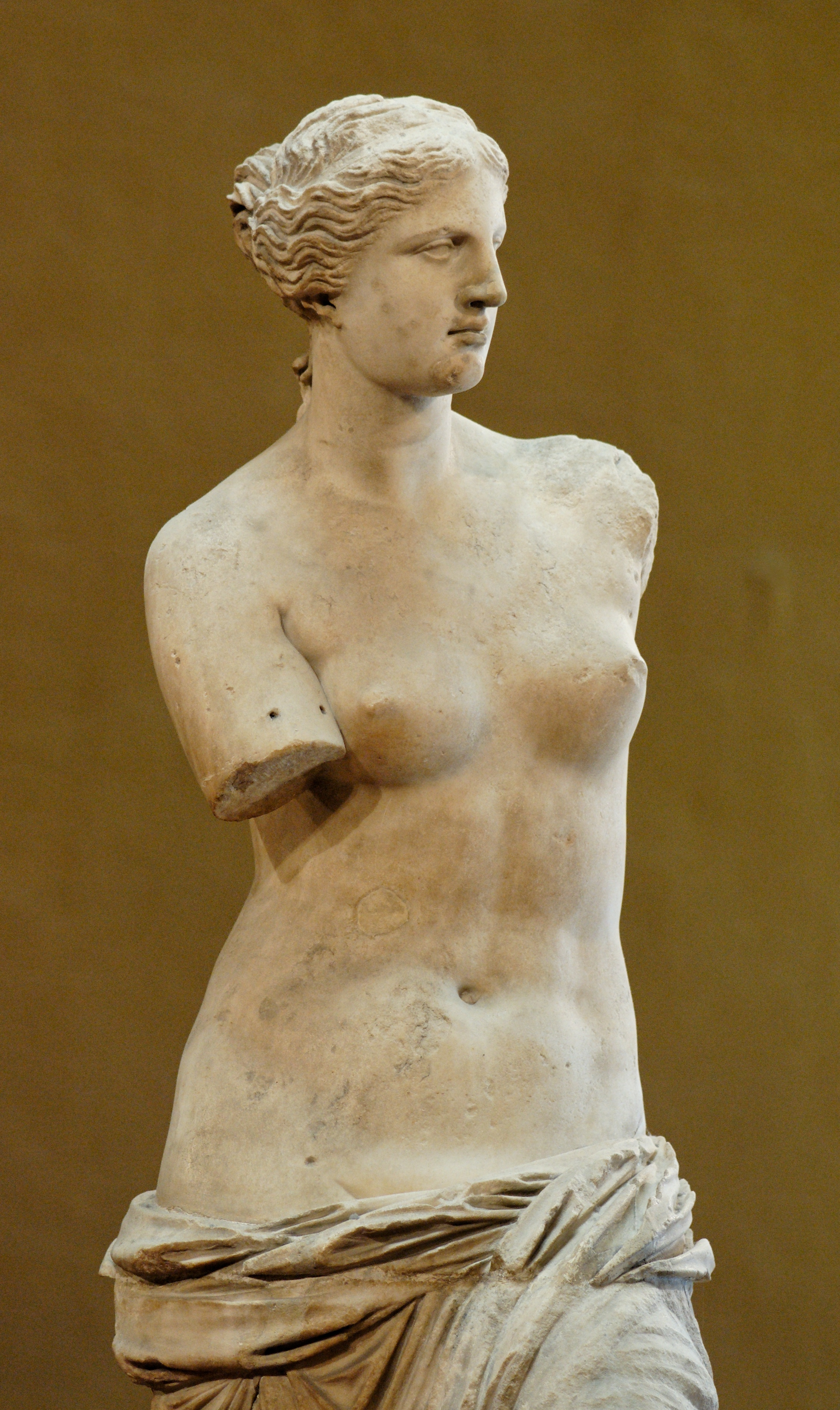
1820: Este descoperită celebra statuie grecească Venus din Milo în Insula Milos din Marea Egee.

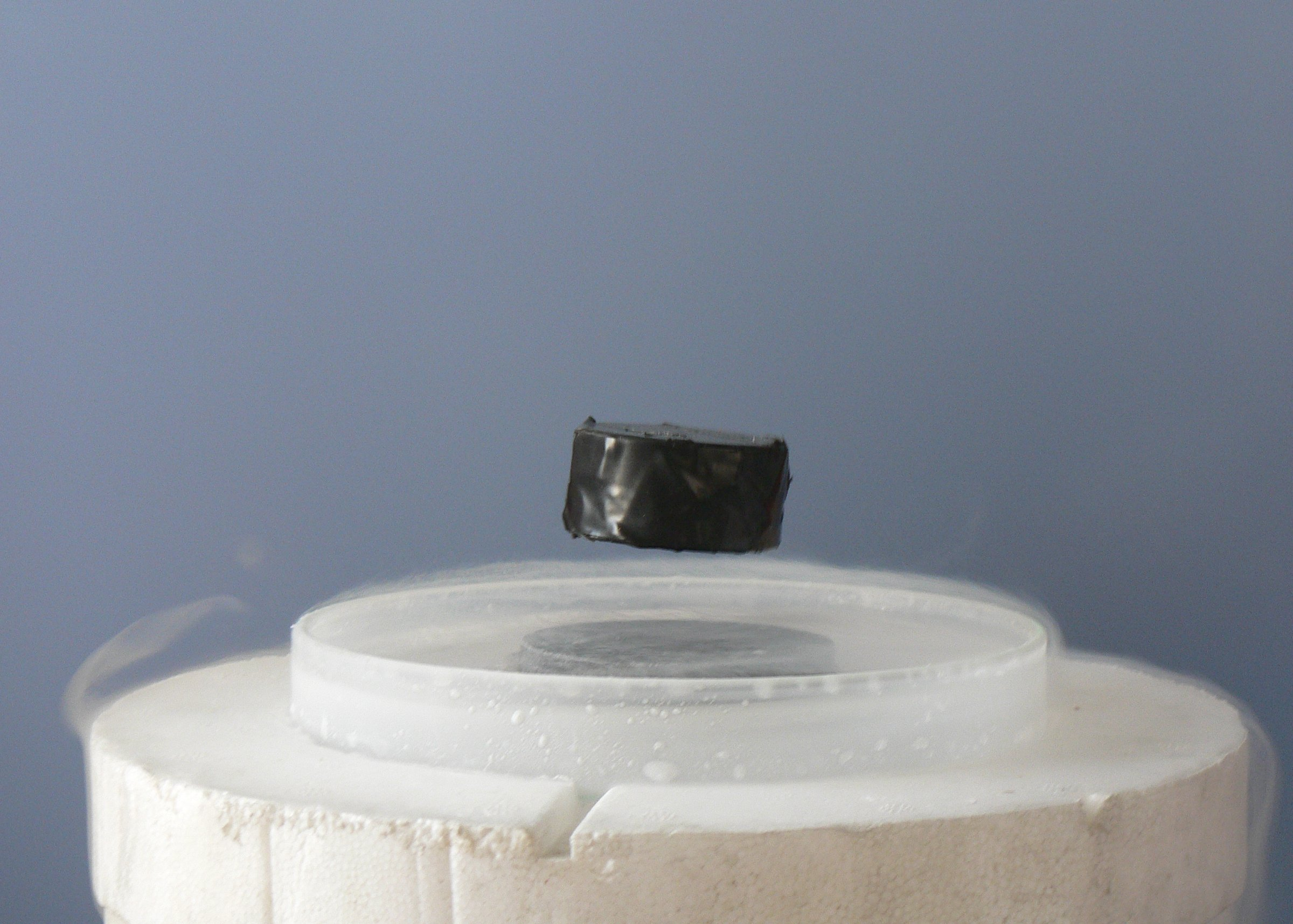
1911: Fizicianul olandez Heike Kamerlingh Onnes descoperă supraconductibilitatea.

- 0217: Împăratul roman Caracalla este asasinat (și succedat) de prefectul Gărzii Pretoriene, Marcus Opellius Macrinus.[1]
- 1139: Roger al II-lea al Siciliei este excomunicat de Papa Inocențiu al II-lea pentru că l-a susținut pe Anaclet al II-lea ca papă timp de șapte ani.[2]
- 1149: Papa Eugen al III-lea se refugiază în castelul lui Ptolemeu al II-lea de Tusculum.
- 1195: Împăratul bizantin Isaac al II-lea Angelos este orbit și detronat de propriul său frate, care devine împărat ca Alexios al III-lea Angelos.
- 1271: În Siria, sultanul Baibars cucerește Crac des Chevaliers.
- 1378: Bartolomeo Prignano, arhiepiscopul de Bari este ales ca Papa Urban al VI-lea. Este ultimul papă care nu a fost membru al Colegiului Cardinalilor la momentul alegerii sale. Câteva săptămâni mai târziu devine cauza schismei occidentale
- 1730: La New York este ridicată prima sinagogă de pe teritoriul Americii de Nord: Shearith Israel.
- 1783: Țarina Ecaterina cea Mare a declarat anexarea peninsulei Crimeea de către Rusia, „de acum și pentru toate timpurile”, ca teritoriu rusesc.
- 1801: Regina Jeongsun dispune persecuția catolicilor din Coreea.
- 1820: Este descoperită celebra statuie grecească Venus din Milo în Insula Milos din Marea Egee.[3]
- 1829: A apărut, la București, primul periodic din Țara Românească: „Curierul Românesc", editat de Ion Heliade Rădulescu.
- 1866: Italia și Prusia se aliază împotriva Imperiului Austriac.
- 1880: A avut loc, la Teatrul Național din București, premiera piesei lui I.L. Caragiale, „D-ale Carnavalului".
- 1904: Franța și Marea Britanie semnează Antanta cordială.
- 1909: Regele României, Carol I, adresează o scrisoare prințului Ferdinand de Saxa Coburg, prin care recunoaște independența și proclamarea regatului bulgar.
- 1911: Fizicianul olandez Heike Kamerlingh Onnes descoperă supraconductibilitatea.
- 1943: Elise și Otto Hermann Hampel, luptători de rezistență împotriva regimului nazist german, sunt executați la Berlin.
- 1961: Nava britanică de pasageri Dara, aflată în drum spre Basra, suferă o explozie violentă, care a rezultat într-un incendiu la bord. 238 de persoane, din cele 819 persoane aflate la bord, sunt ucise în urma detonării, incendiului sau în timpul evacuării.[4] Nava s-a scufundat două zile mai târziu în Golful Persic, nu departe de Dubai.[5]
- 1967: Se constituie Automobil Clubul Român (ACR), care preia atribuțiile Asociației Automobiliștilor din România.
- 1985: Mihail Gorbaciov anunță că URSS va suspenda instalarea rachetelor cu rază medie de acțiune (SS-20) în Europa și a cerut Statelor Unite să facă același lucru.
- 1999: Mii de persoane formează scuturi umane pe trei poduri din Belgrad și Novi Sad pentru a le proteja împotriva raidurilor NATO.
- 2003: Regele Carl al XVI-lea Gustaf al Suediei și Regina Silvia au început o vizită de 3 zile în România.
- 2005: Peste patru milioane de oameni participă la funerariile papei Ioan Paul al II-lea.
- 2025: În timpul unui concert susținut de Rubby Pérez în Santo Domingo, acoperișul unui club de noapte se prăbușește, omorând cel puțin 231 de persoane, inclusiv pe Pérez, și rănind alte peste 200.[6][7]

## Nașteri
- 1320: Regele Petru I al Portugaliei (d. 1367)
- 1336: Timur Lenk, întemeietorul imperiului turco–mongol al Timurizilor (d. 1405)
- 1605: Filip al IV-lea al Spaniei (d. 1665)
- 1655: Ludwig Wilhelm, Margraf de Baden-Baden (d. 1707)
- 1692: Giuseppe Tartini, compozitor italian (d. 1770)
- 1802: Gheorghe Magheru, general și om politic, conducător al armatei revoluționare române din Muntenia, la 1848 (d. 1880)

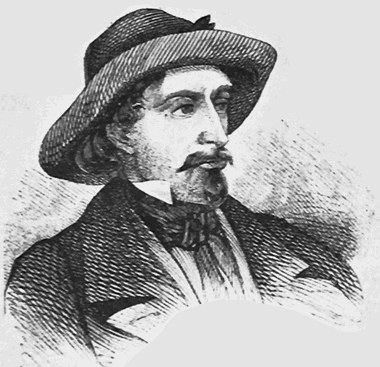
Gheorghe Magheru, general și om politic român
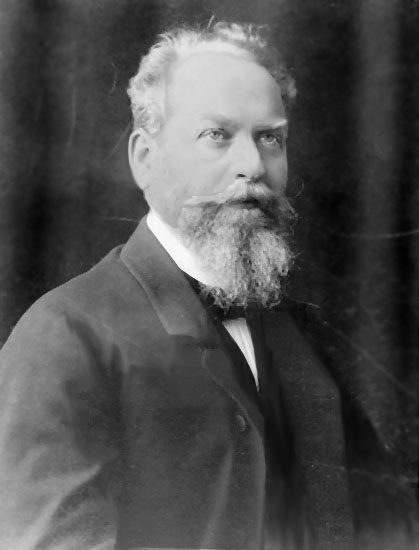
Edmund Husserl, filosof austriac
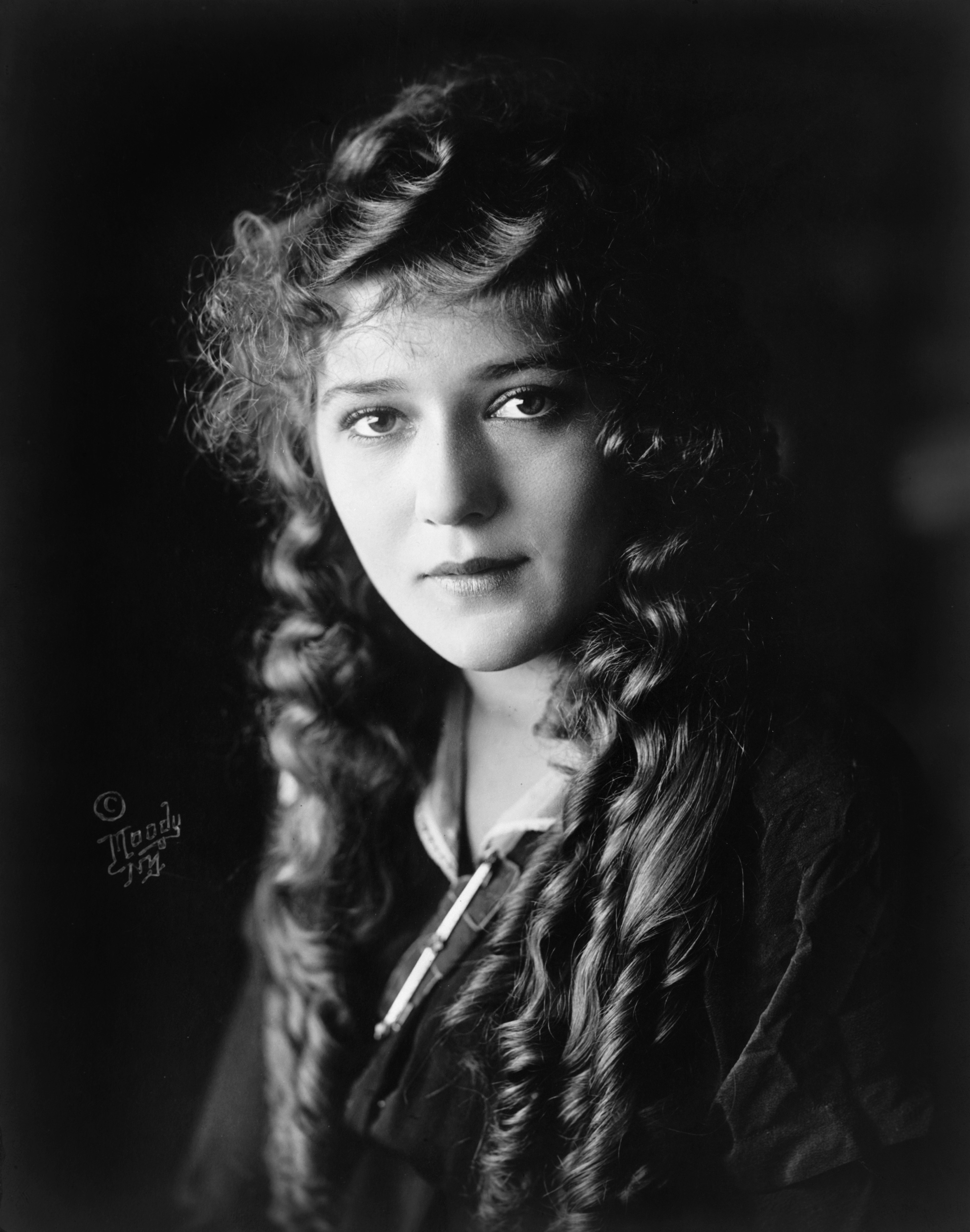
Mary Pickford, actriță canadiano-americană

- 1818: Regele Christian al IX-lea al Danemarcei (d. 1906)
- 1859: Edmund Husserl, filosof austriac (d. 1938)
- 1875: Regele Albert I al Belgiei (d. 1934)
- 1892: Mary Pickford, actriță canadiano-americană (d. 1979)
- 1894: Eiko Miyoshi, actriță japoneză (d. 1963)
- 1898: Alexandru Claudian, poet și sociolog al literaturii
- 1904: Yves Congar, teolog francez (d. 1995)
- 1911: Emil Cioran, scriitor și filosof român stabilit în Franța (d. 1995)
- 1911: Melvin Calvin,  chimist american, laureat Nobel  (d. 1997)
- 1912: Sonja Henie, patinatoare americană de origine norvegiană (d. 1969)
- 1917: Florentin Delmar, compozitor, pianist și dirijor român (d. 1983)
- 1921: Franco Corelli, tenor italian (d. 2003)

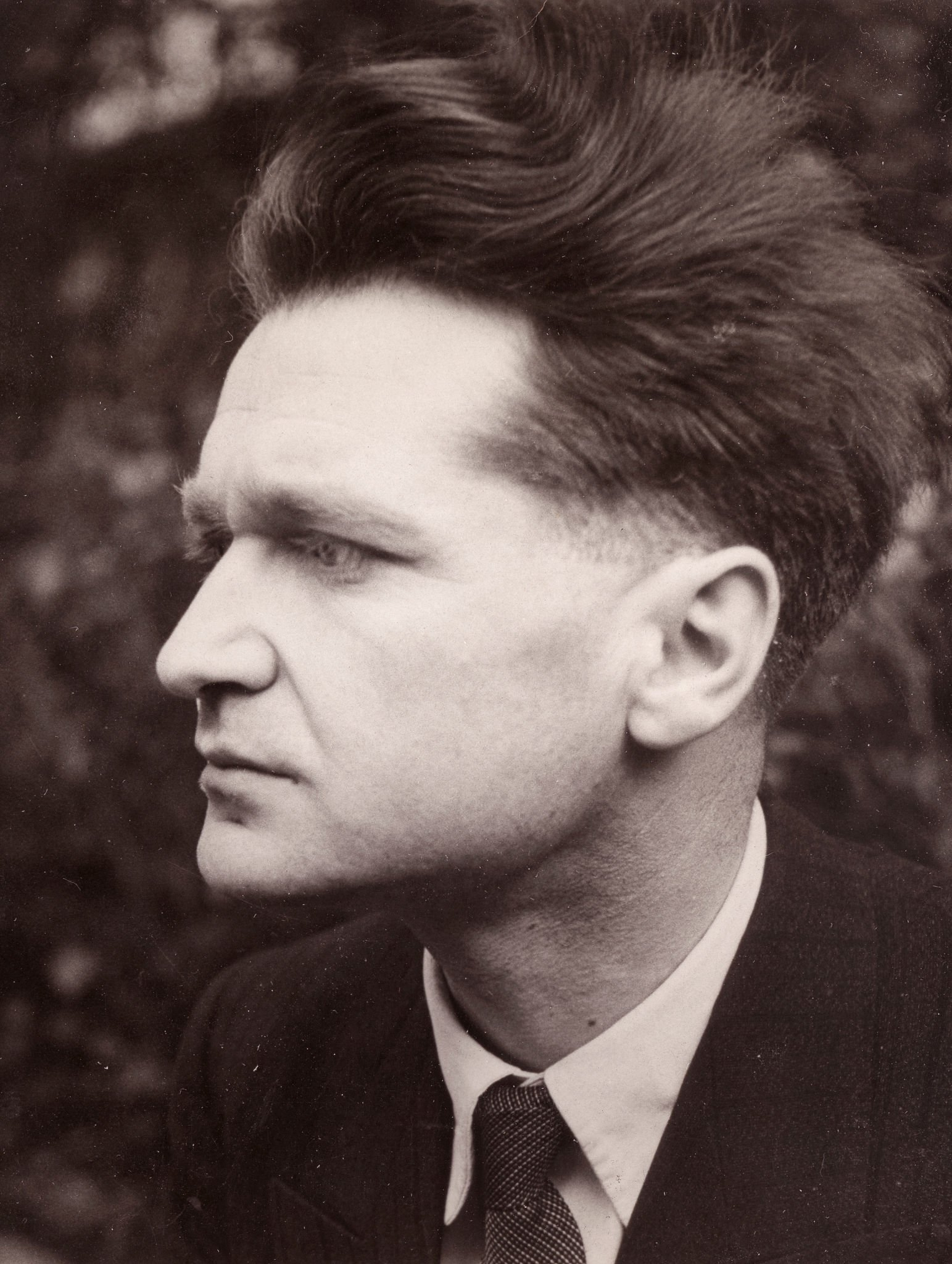
Emil Cioran, scriitor și filosof român
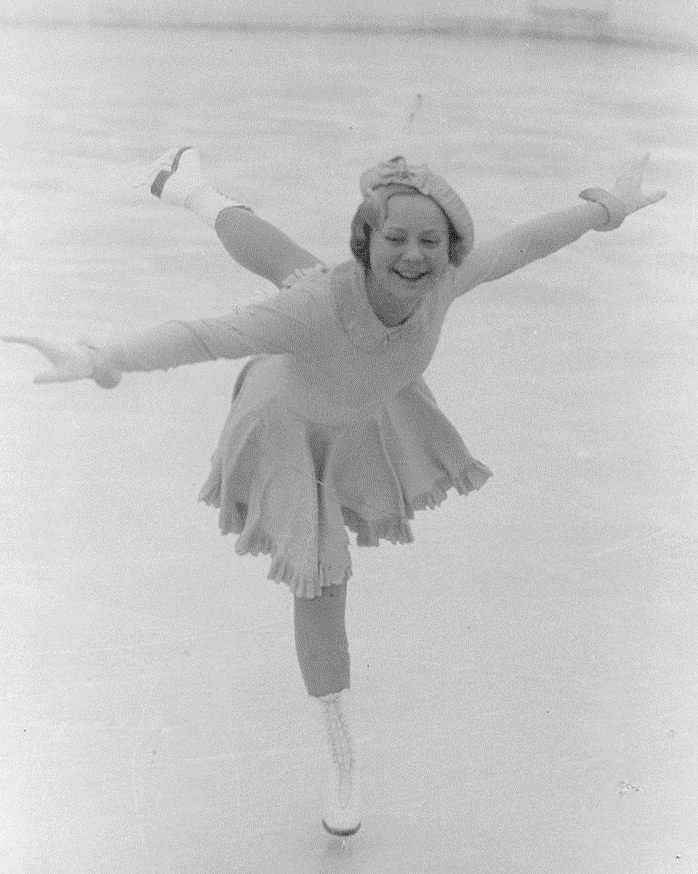
Sonja Henie, patinatoare norvegiano-americană
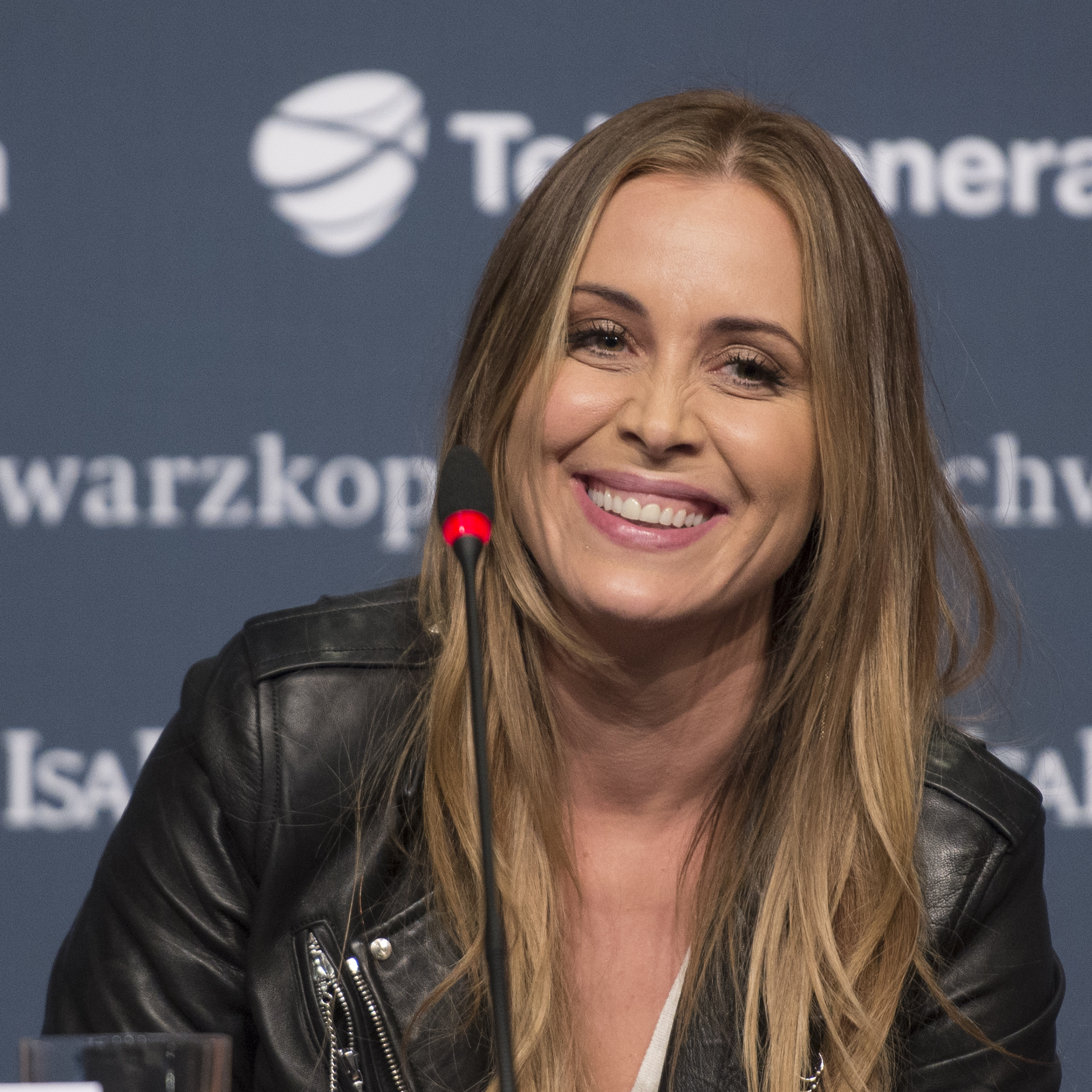
Anouk,  cântăreață de origine neerlandeză

- 1926: Jürgen Moltmann, teolog german (d. 2024)
- 1927: George Grigoriu, compozitor român (d. 1999)
- 1929: Jacques Brel, cântăreț și actor belgian (d. 1978)
- 1932: Jean-Paul Rappeneau, regizor și scenarist francez
- 1933: Florin Constantiniu, istoric român (d. 2012)
- 1938: Kofi Annan, diplomat ghanez, secretar general al ONU (d. 2018)
- 1941: Vivienne Westwood, designer de modă și femeie de afaceri engleză (d. 2022)
- 1952: Gabriel Andreescu, ziarist român
- 1965: Robin Wright, actriță americană
- 1968: Patricia Arquette, actriță americană
- 1969: Arabella Kiesbauer, moderatoare austriacă
- 1969: Dulce Pontes, cântăreață portugheză
- 1970: Andrej Plenković, politician, prim-ministru al Croației
- 1975: Anouk,  cântăreață de origine neerlandeză
- 1979: Alexi Laiho, chitarist, compozitor și cântăreț finlandez (d. 2020)
- 1980: Katee Sackhoff, actor american
- 1983: Edson Braafheid, fotbalist olandez

## Decese
- 0217: Caracalla, împărat roman (211-217) (n. 186)
- 1364: Ioan al II-lea al Franței (n. 1319)
- 1612: Anne Catherine de Brandenburg, regină a Danemarcei și Norvegiei (n. 1575)
- 1758: Louise Anne de Bourbon, contesă de Charolais  n. 1695)
- 1783: Caroline Louise de Hesse-Darmstadt, marchiză de Baden (n. 1723)
- 1848: Gaetano Donizetti, compozitor italian (n. 1797)
- 1866: Benjamin Guy Babington, medic englez, inventatorul laringscopului (n. 1794)
- 1885: C.A. Rosetti, om politic român, participant la Revoluția română de la 1848, conducător de importante ziare și reviste (n. 1816)

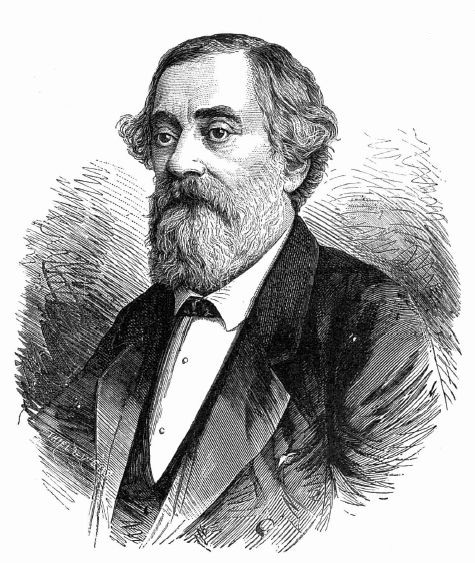
C.A. Rosetti, om politic român
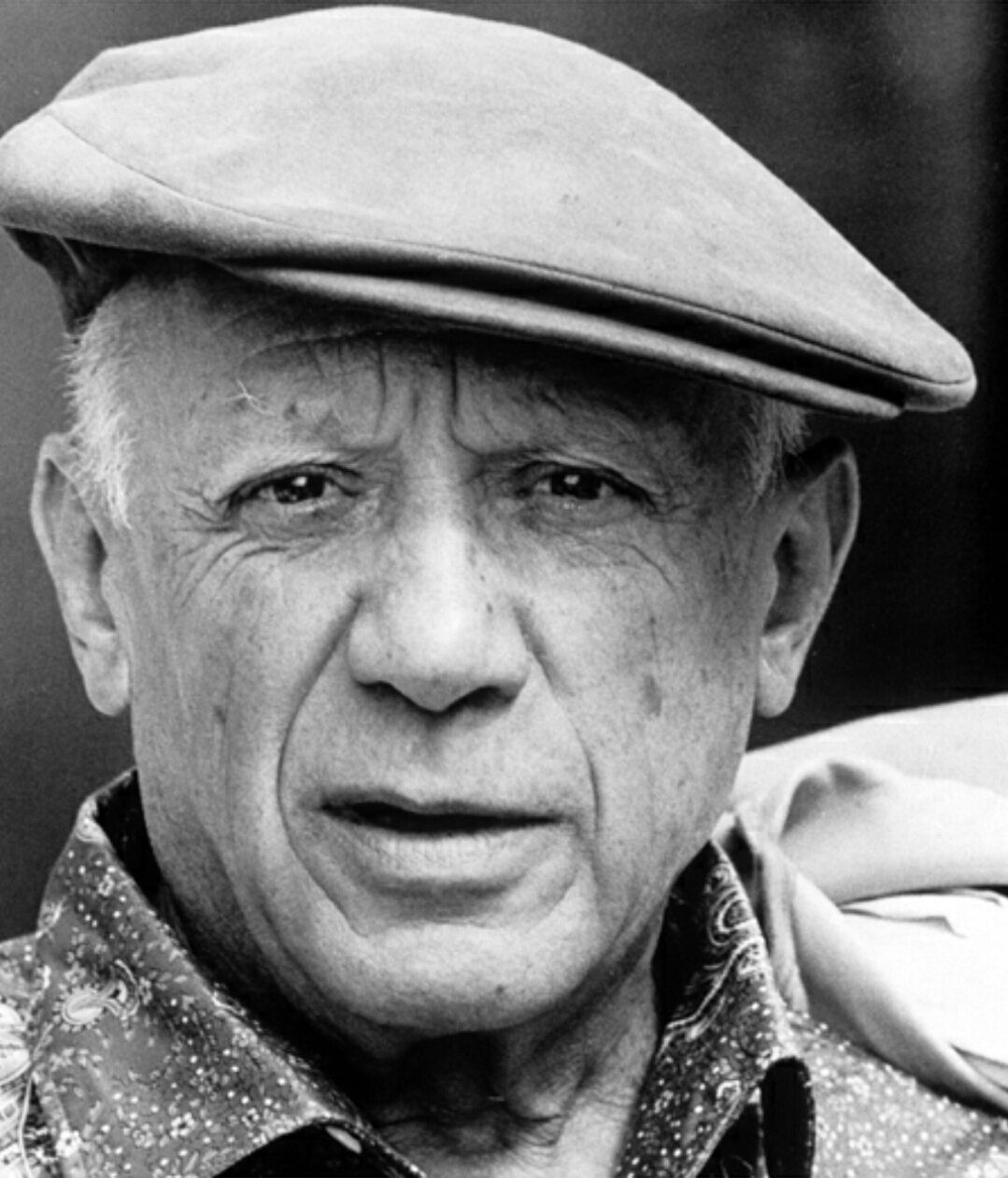
Pablo Picasso, pictor, sculptor, gravor spaniol
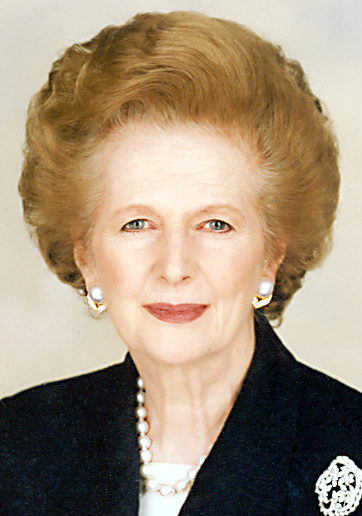
Margaret Thatcher, prim-ministru britanic

- 1915: Louis Pergaud, scriitor francez, câștigător al Premiului Goncourt în 1910 (n. 1882)
- 1936: Pierre Dumont, pictor francez (n. 1884)
- 1946: Ilarie Voronca, poet român (n. 1903)
- 1955: Enrica von Handel-Mazzetti, scriitoare austriacă (n. 1871)
- 1971: Fritz von Opel, industriaș german (n. 1899)
- 1973: Pablo Picasso, pictor, sculptor, gravor și ceramist spaniol (n. 1881)
- 1980: Ion Emil Bruckner, medic român, membru al Academiei Române (n. 1912)
- 1981: Omar Nelson Bradley, general american (n. 1893)
- 1984: Piotr Kapița, fizician rus, cercetător al atomului, distins cu Premiului Nobel pentru Fizică în anul 1978 (n. 1894)
- 1991: Per Yngve Ohlin, solist vocal suedez (n. 1969)
- 1992: Daniel Bovet, farmacist italian
- 1994: Jean Georgescu, regizor, actor și scenarist român (n. 1901)
- 1997: Laura Nyro, pianist american
- 2002: Florin Mitroi, pictor român (n. 1938)
- 2003: Yōko Mizuki, scenaristă japoneză (n. 1910)
- 2003: Nicolae Sulac, cântăreț de muzică populară din Republica Moldova (n. 1936)
- 2006: Gerard Reve, scriitor olandez
- 2007: Ion Preda, politician român (n. 1947)
- 2011: Alex. Leo Șerban, critic de film român (n. 1959)
- 2013: Margaret Thatcher, prim-ministru britanic (n. 1925)
- 2014: Ghiță Licu, handbalist român (n. 1945)
- 2016: Mircea Albulescu, actor român de teatru și film (n. 1934)
- 2016: Anatol Ciobanu, lingvist român din Republica Moldova (n. 1934)
- 2020: Mircea Moldovan, regizor de film român (n. 1936)
- 2024: Peter Higgs, fizician teoretic englez, laureat Nobel (n. 1929)
- 2024: Ilie Șerbănescu, economist român (n. 1942)
- 2025: Bogdan Teodorescu, scriitor și jurnalist român (n. 1963)

## Sărbători
- Ziua Internațională a Romilor (din 1971)